# Волзько-Камський каскад ГЕС

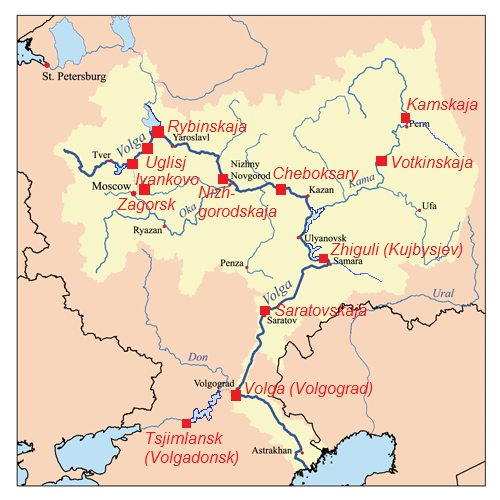
Карта розміщення найбільших гідроелектростанцій (не вказана Нижньокамська ГЕС)

Волзько-Камський каскад ГЕС — комплекс гідроелектростанцій Волзько-Камського річкового басейну.
У каскад входять такі великі електростанції:
- Іваньковська ГЕС; (Іваньковське водосховище (327 км², 1,12 км³))
- ГЕС каналу імені Москви
- Углицька ГЕС (Углицьке водосховище (249 км², 1,2 км³))
- Рибінська ГЕС (Рибінське водосховище (4.580 км², 25,4 км³))
- Горьківська ГЕС (Горьківське водосховище (1.590 км², 8,7 км³))
- Чебоксарська ГЕС (Чебоксарське водосховище (2.274 км², 13,8 км³))
- Жигулівська ГЕС (Куйбишевське водосховище (6.450 км², 58 км³))
- Волзька ГЕС (Волгоградське водосховище (3.117 км², 31,5 км³))
- Саратовська ГЕС (Саратовське водосховище (1.831 км², 12,9 км³))
- Воткінська ГЕС (Воткінське водосховище (1.120 км², 9,4 км³))
- Камська ГЕС (Камське водосховище (1.915 км², 12,2 км³))
- Нижньокамська ГЕС (Нижньокамське водосховище [2.580 км² (проектн. 3.490 км²), 45 км³])

А також декілька малих ГЕС на території Пермського краю (Широківська ГЕС) і Республіки Башкортостан (Павловська ГЕС, Юмагузинська ГЕС і Нугушська ГЕС).
Крім того у водному басейні діє безліч мікроГЕС, таких, як станції столичної системи водопостачання (на Істрінському, Можайському, Яузькому, Верхньорузькому, Рузькому, Озернінському, Сенежському водосховищах, Горбовська ГЕС (р. Істра) і ГЕС Рубльовського гідровузла), Ново-Цнінська ГЕС і Ново-Тверецька ГЕС на Вишньоволоцькому водосховищі у Тверській області, Хоробровська ГЕС на р. Нерль в Ярославській області, Ічалковська ГЕС на р. П'яна в Нижегородській області, Очерська ГЕС в Пермському краї тощо.